# Otto Zardetti

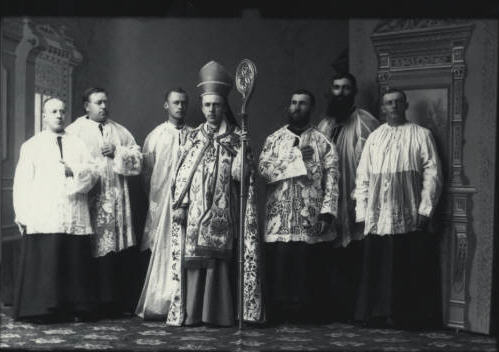
Otto Zardetti und weitere Geistliche (1890)

Johann Joseph Friedrich Otto Zardetti (* 24. Januar 1847 in Rorschach; † 9. Mai 1902 in Rom) war ein Schweizer Theologe und Erzbischof.

## Leben
Am 21. August 1870 empfing Otto Zardetti die Priesterweihe. Er war von 1876 bis 1881 residierender Domherr des Bistums St. Gallen. Am 3. Oktober 1889 wurde er zum Bischof von Saint Cloud ernannt. Die Bischofsweihe spendete ihm der Erzbischof von Oregon City, William Hickley Gross CSsR, am 20. Oktober desselben Jahres; Mitkonsekratoren waren der Bischof von St. Gallen, Augustin Egger, und der Bischof von Basel und Lugano, Leonhard Haas.
Am 6. März 1894 wurde Zardetti zum Erzbischof von Bukarest ernannt, verzichtete aber bereits mit Wirkung vom 25. Mai 1895 auf das Erzbistum. Schliesslich wurde er 1895 Titularerzbischof von Mocissus und päpstlicher Thronassistent. Zu Ehren Zardettis wurde 1895 ein Kinderheim in Little Falls St. Otto Orphan Asylum genannt.
Lilly Braumann-Honsell, eine Verwandte Zardettis, beschreibt «Onkel Otto» als das «Bild eines vornehmen Geistlichen, eines Kirchenfürsten […] ohne jede Salbung und ohne Hervorkehrung von Würde» und als «Weltmann, elegant, gewandt, voll Humor und Toleranz, die vielleicht nur scheinbar war, aber im Verkehr angenehm wirkte».
Erzbischof Zardetti wurde am Pfingstdienstag 1902 in der Äbtegruft der Abteikirche Mehrerau beigesetzt.

## Werke
- Zehn Bilder Aus Süd-England oder: Wanderungen Und Betrachtungen Eines Katholiken Bei Einem Besuche in England. Benziger, Einsiedeln 1877
- Die Restauration der Wallfahrtskirche zum Hl. Kreuze bei St. Gallen. St. Gallen 1879
- Die Neue Welt Nord-Amerika’s betrachtet im Lichte des Glaubens. Kanzelvortrag gehalten den 26. September 1880 nach meiner Rückkehr von der Reise nach den Vereinigten Staaten N.-A. (Mai bis September) in der Kathedrale von St. Gallen. Benziger,  Einsiedeln 1880
- Requies S. Galli oder geschichtliche Beleuchtung der Kathedrale des hl. Gallus im Lichte ihrer eigenen Vergangenheit. Eine Festschrift zum goldenen Priester-Jubiläum des hochwürdigen Herrn Bischofs von St.Gallen Dr. Karl Johann Greith am 29. Mai 1881. Benziger, Einsiedeln 1881
- Maryland, die Wiege des Katholizismus und der Freiheit Nord-Amerika’s. Foesser, Frankfurt am Main 1881
- Die Bischofs-Weihe nach der Lehre und Liturgie der katholischen Kirche. Benziger, Einsiedeln 1889
- Die Priester-Weihe und ihre vorbereitenden hl. Weihen nach Lehre und Liturgie der kath. Kirche. Benziger, Einsiedeln 1890
- Westlich! oder Durch den fernen Westen Nord-Amerikas. Kirchheim, Mainz 1897
- Kanzelreden. 16 ausgewählte Predigten aus dessen Nachlasse herausgegeben. Manz, Regensburg 1906 (Digitalisat)